# Badminton aux Jeux asiatiques de 2006
Les épreuves de badminton aux Jeux asiatiques de 2006 se sont déroulées du 30 novembre au 9 décembre 2006 au Aspire Hall 3, à Doha, au Qatar. Sept épreuves figuraient au programme (trois féminines, trois masculines et une mixte).

## Tableau des médailles
| Rang | Nation       | Or | Argent | Bronze | Total |
| ---- | ------------ | -- | ------ | ------ | ----- |
| 1    | Chine        | 4  | 3      | 1      | 8     |
| 2    | Indonésie    | 1  | 1      | 2      | 4     |
| 3    | Hong Kong    | 1  | 1      | 0      | 2     |
| 4    | Malaisie     | 1  | 0      | 3      | 4     |
| 5    | Corée du Sud | 0  | 1      | 5      | 6     |
| 6    | Japon        | 0  | 1      | 1      | 2     |
| 7    | Singapour    | 0  | 0      | 1      | 1     |
| 7    | Thaïlande    | 0  | 0      | 1      | 1     |

## Femmes

### Simple
| Médaille | Nom            | Pays         |
| -------- | -------------- | ------------ |
|          | Wang Chen      | Hong Kong    |
| Argent   | Yip Pui Yin    | Hong Kong    |
| Bronze   | Xie Xingfang   | Chine        |
| Bronze   | Hwang Hye Yeon | Corée du Sud |

### Double
| Médaille | Nom                        | Pays         |
| -------- | -------------------------- | ------------ |
|          | Gao Ling Huang Sui         | Chine        |
| Argent   | Zhang Jiewen Yang Wei      | Chine        |
| Bronze   | Kumiko Ogura Reiko Shiota  | Japon        |
| Bronze   | Lee Kyung Won Lee Hyo Jung | Corée du Sud |

### Par équipes
| Médaille | Nom | Pays         |
| -------- | --- | ------------ |
|          | Zhang Ning Huang Sui Yang Wei Zhang Jiewen Zhang Yawen Zhu Lin Gao Ling Xie Xingfang                                        | Chine        |
| Argent   | Kumiko Ogura Miyuki Maeda Kaori Mori Eriko Hirose Kanako Yonekura Satoko Suetsuna Reiko Shiota                              | Japon        |
| Bronze   | Lee Kyung Won Lee Hyo Jung Hwang Yu-mi Lee Yun Hwa Ha Jung Eun Lee Hyun Jin Hwang Hye Yeon Jun Jae Youn                     | Corée du Sud |
| Bronze   | Li Li Li Yujija Liu Fan Frances Neo Yu Yan Vanessa Jiang Yanmei Xing Aiying Binte Leman Siti Noor Ashikin Sari Shinta Mulia | Singapour    |

## Hommes

### Simple
| Médaille | Nom            | Pays         |
| -------- | -------------- | ------------ |
|          | Taufik Hidayat | Indonésie    |
| Argent   | Lin Dan        | Chine        |
| Bronze   | Lee Hyun-il    | Corée du Sud |
| Bronze   | Lee Chong Wei  | Malaisie     |

### Double
| Médaille | Nom                                     | Pays         |
| -------- | --------------------------------------- | ------------ |
|          | Koo Kien Keat Tan Boon Heong            | Malaisie     |
| Argent   | Luluk Hadiyanto Alvent Yulianto Chandra | Indonésie    |
| Bronze   | Markis Kido Hendra Setiawan             | Indonésie    |
| Bronze   | Jung Jae-sung Lee Yong Dae              | Corée du Sud |

### Par équipes
| Médaille | Nom | Pays         |
| -------- | --- | ------------ |
|          | Lin Dan Bao Chunlai Chen Jin Fu Haifeng Zheng Bo Guo Zhendong Xie Zhongbo Cai Yun                                                       | Chine        |
| Argent   | Shon Seung Mo Jung Jae-sung Park Sung Hwan Lee Yong Dae Hwang Jung Un Hwang Ji Man Lee Jae Jin ee Hyun-il                               | Corée du Sud |
| Bronze   | Sony Dwi Kuncoro Taufik Hidayat Simon Santoso Luluk Hadiyanto Nova Widianto Hendra Setiawan Markis Kido Alvent Yulianto Chandra         | Indonésie    |
| Bronze   | Kuan Beng Hong Lee Chong Wei Wong Choong Hann Lin Woon Fui Mohd Fairuzizuan M Tazari Koo Kien Keat Muhammad Hafiz Hashim Tan Boon Heong | Malaisie     |

## Mixte

### Double
| Médaille | Nom                                      | Pays      |
| -------- | ---------------------------------------- | --------- |
|          | Zheng Bo Gao Ling                        | Chine     |
| Argent   | Xie Zhongbo Zhang Yawen                  | Chine     |
| Bronze   | Mohd Fairuzizuan M Tazari Wong Pei Tti   | Malaisie  |
| Bronze   | Sudket Prapakamol Saralee ThoungThongkam | Thaïlande |